# David Dixon (Schauspieler)
David Dixon (* 28. Oktober 1947 in Derby) ist ein britischer Schauspieler und Drehbuchautor.

## Leben
Dixon zog mit seiner Familie 1959 nach Nottingham. Als Schauspieler spielte er überwiegend in Fernsehserien, seine bekannteste Rolle ist die des Ford Prefect in der BBC-TV-Serie Per Anhalter durch die Galaxis (1981). In den späteren Folgen der gleichnamigen Radioserie der BBC spricht er einige Rollen, jedoch nicht die des Ford Prefect. Seit dem Ende der 1960er Jahre spielte er in verschiedenen britischen Fernsehproduktionen, unter anderem Prince John in The Legend of Robin Hood (1975).

## Filmografie (Auswahl)
- 1969: Task Force Police (Z Cars, Fernsehserie, 2 Folgen)
- 1970–1971: A Family at War (Fernsehserie, 7 Folgen)
- 1975: Die Füchse (The Sweeney, Fernsehserie, 1 Folge)
- 1975: Die Legende von Robin Hood (The Legend of Robin Hood)
- 1981: Per Anhalter durch die Galaxis (The Hitchhiker's Guide to the Galaxy, Fernsehserie, 6 Folgen)
- 1982: Der Missionar (The Missionary)
- 1990–1998: The Bill (Fernsehserie, 4 Folgen)